# سد سالتو گرانده
سد سالتو گرانده (به لاتین: Salto Grande Dam) یک نیروگاه برقابی و سد در اروگوئه است که در کونکوردیا واقع شده‌است.